# Magdeburger Straßen/G

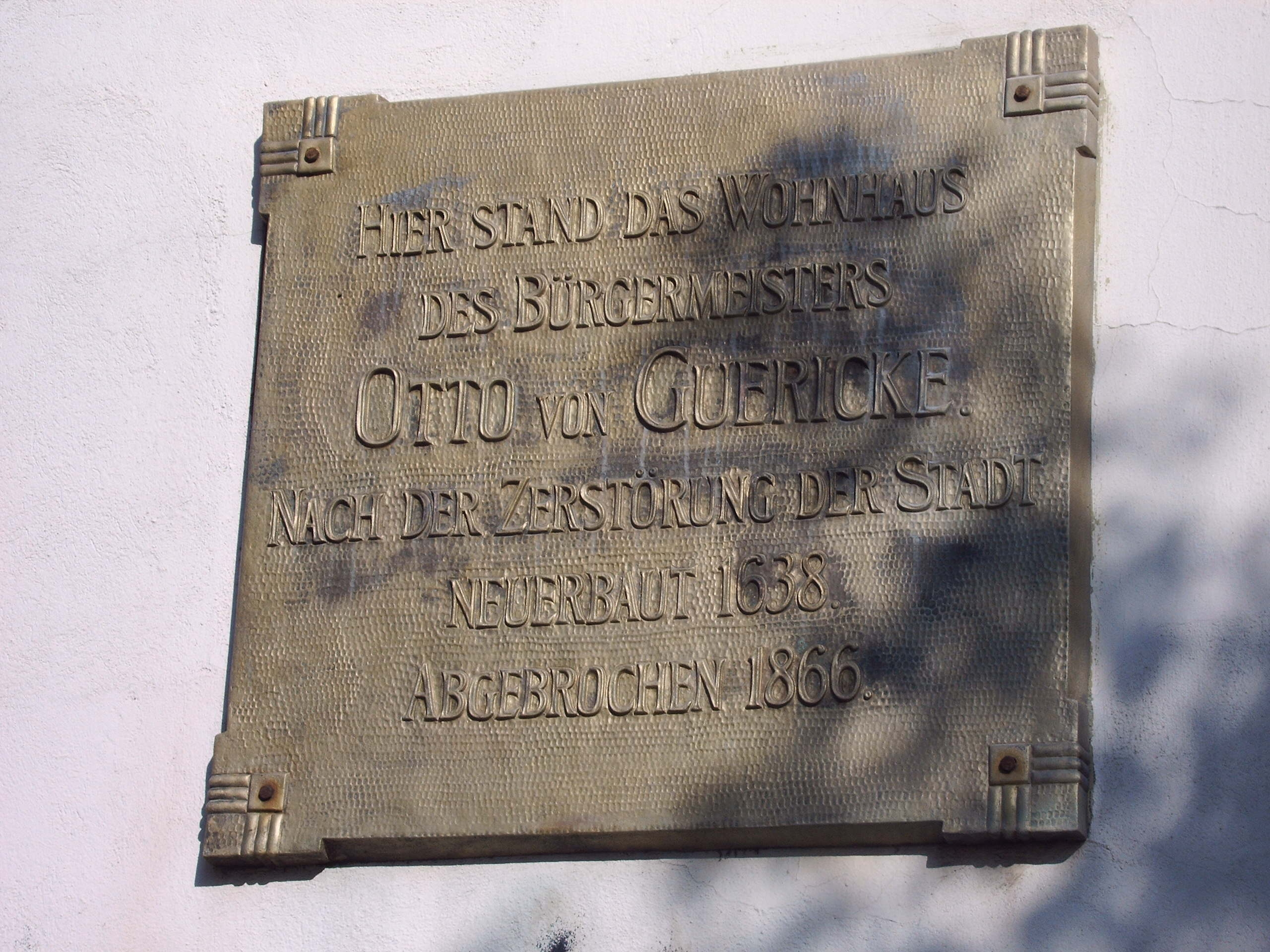
Gedenktafel für das ehemalige Wohnhaus Otto von Guerickes

Nachfolgend werden Bedeutungen und Umstände der Namengebung von Magdeburger Straßen und ihre Geschichte aufgezeigt. Aktuell gültige Straßenbezeichnungen sind in Fettschrift angegeben, nach Umbenennung oder Überbauung nicht mehr gültige Bezeichnungen in Kursivschrift. Soweit möglich werden auch bestehende oder ehemalige Institutionen, Denkmäler, besondere Bauten oder bekannte Bewohnerinnen und Bewohner aufgeführt.
Die Liste erhebt zunächst noch keinen Anspruch auf Vollständigkeit.
Gabelsbergerstraße; Stadtteil Salbke; PLZ 39122
Benannt nach dem Erfinder des Kurzschriftsystems Franz Xaver Gabelsberger. Auch die benachbarten Straßen wurden nach Personen benannt, die sich um die Stenografie verdient gemacht haben (Faulmannstraße, Ferdinand-Schrey-Straße).
Gabelung; Stadtteil Altstadt; PLZ 39104
Heute: (seit 1890) Hasselbachplatz
Der ursprüngliche Name „Gabelung“ bezeichnete schlicht die Funktion des Platzes. An der Stelle gabelte sich die Straße in die Richtungen Halberstadt/Halle/Leipzig einerseits und Schönebeck (Elbe) andererseits. Mit der Bebauung des Platzes wurde er nach dem Oberbürgermeister benannt, der die Stadterweiterung und damit die Bebauung des Platzes veranlasst hatte.
Gablonzer Straße; Stadtteil Reform; PLZ 39118
Heute: Hamsterbreite (seit 1950)
Die Straße war nach der Stadt Gablonz im nordöstlichen Böhmen benannt. 1950 wurde sie, wie auch die benachbarten Straßen (Marienbader Straße und Karlsbader Straße), umbenannt. Die Namen von Orten, die ehemals zum Deutschen Reich gehörten oder aus denen die deutsche Bevölkerung vertrieben worden war, sollten zur Vermeidung von sogenanntem Revanchismus nicht mehr verwendet werden.
Gaertnerstraße; Stadtteil Buckau; PLZ 39104
Benannt nach dem Ingenieur, Unternehmer und Politiker der Nationalliberalen Partei Karl Gaertner.
Gagernstraße; Stadtteil Stadtfeld Ost; PLZ 39108
Benannt nach dem liberalen deutschen Politiker, Präsidenten der Nationalversammlung von 1848 und Reichsministerpräsidenten 1848/1849 Heinrich von Gagern.
Galileostraße; Stadtteil Reform; PLZ 39118
Vormals (bis zum 9. Januar 2003): Hans-Hauschulz-Straße
Mit der Benennung "Galileostraße" soll die europäische Raumfahrt gewürdigt werden, sowohl in Bezug auf das im Aufbau befindliche europäische Satellitennavigationssystem "Galileo", als auch hinsichtlich des Programms "Galileo" zur Erforschung des Jupiters mittels einer Raumsonde.
Im Stadtteil Reform wurden diverse Straßen in der Zeit der DDR nach Projekten der sowjetischen Raumfahrt benannt. Die 2003 erfolgte Benennung sollte dem Rechnung tragen, wobei jedoch nun auch westliche Projekte berücksichtigt werden sollten.
Hintergrund der Umbenennung der ursprünglichen "Hans-Hauschulz-Straße" waren gegen Hauschulz gerichtete Vorwürfe, wonach er in stalinistische Verfolgungsmaßnahmen verstrickt war. Mit Antrag vom 6. Dezember 2001 hatten die Ratsfraktionen von SPD und CDU die Umbenennung der Hans-Hauschulz- und der Walter-Kaßner-Straße beantragt. Mit Beschluss vom 11. April 2002 beauftragte der Stadtrat mehrheitlich die Vorbereitung der Umbenennung; am 9. Januar 2003 wurde dann die Umbenennung beschlossen.
Gang zur französischen Kirche; Stadtteil Altstadt; PLZ 39104
Vormals:
- Sack
- Rhoden im Sack
- Französischer Sack
- Französischer Kirchgang

Diese Straße existiert heute nicht mehr. Ursprünglich führte sie von der "Großen Markt Straße" zur französischen Kirche. Dies entspricht heute dem südlich gelegenen Park am östlichen Ende der Julius-Bremer-Straße. Der Gang verlief von dort in nördlicher Richtung. Die französische Kirche würde heute westlich des Hochhauses Jakobstraße, praktisch auf dem Hinterhof, stehen. Sowohl Große Markt Straße, als auch französische Kirche bestehen nicht mehr. Ab 1704 hatte die französisch-Reformierte Gemeinde hier eine Kirche errichtet, welche jedoch 1804 abbrannte. 1806 wurde der Neubau eingeweiht, der jedoch durch Luftangriffe im Zweiten Weltkrieg zerstört wurde. Nach den schweren Zerstörungen durch Luftangriffe im Zweiten Weltkrieg wurde der Wiederaufbau nicht entsprechend der alten Stadtstruktur durchgeführt. Es sollte an die Stelle der engen altstädtischen Straßenzüge eine moderne sozialistische Stadt treten. Es wurde daher unter Zerstörung der gewachsenen Struktur DDR-Plattenbauten errichtet. Dies wird heute vielfach als städtebaulich problematische Entscheidung angesehen, die der Identität der Stadt Magdeburg stark schadete und das Stadtbild dauerhafter veränderte als dies die Kriegszerstörungen selbst taten.
Ganghoferstraße; Stadtteil Stadtfeld Ost; PLZ 39108
Vormals: Bruno-Wille-Straße (bis 1938)
Benannt nach dem deutschen Schriftsteller Ludwig Ganghofer.
Bekannte Personen die hier lebten:
- Wilhelm Höpfner, Graphiker, lebte zumindest um 1939 und 1950 im Haus Nr. 14.

Gardeleger Straße; Stadtteil Alte Neustadt; PLZ 39106
1938 benannt nach der im nordwestlichen Sachsen-Anhalt befindlichen Stadt Gardelegen.
Gareisstraße; Stadtteil Alte Neustadt; PLZ 39106
Vormals:
- Kaiser-Wilhelm-Straße
- Franz-Seldte-Straße

Benannt nach dem 1921 ermordeten Fraktionsvorsitzenden der Bayerischen Landtagsfraktion der USPD Karl Gareis.
Garke-Privatweg; Stadtteil Nordwest; PLZ 39128
 ?
Gartenheimweg; Stadtteil Stadtfeld West; PLZ 39110
Vormals:
- Weitling-Privatweg (bis 1938)
- Spichern-Privatweg

 ?
Gartenstraße; Stadtteil Cracau; PLZ 39114
Heute: Genthiner Straße
 ?
Gartenstraße; Stadtteil Ottersleben; PLZ 39116
Heute: Schreberstraße
 ?
Gartenstraße; Stadtteil Werder; PLZ 39114
 ?
Gartenweg; Stadtteil Alt Olvenstedt; PLZ 39130
 ?
Gasereistraße; Stadtteil Gewerbegebiet Nord; PLZ 39126
An dieser Straße lag die Großgaserei Magdeburg, die 1930 den Betrieb aufnahm und nach ihrer Liquidation 1993 abgerissen wurde. Das Gebiet steht für neue Firmenansiedlungen zur Verfügung – der alte Straßenname blieb jedoch erhalten.
Gaußstraße; Stadtteil Leipziger Straße; PLZ 39112
Benannt nach dem deutschen Mathematiker, Astronom, Geodät und Physiker Carl Friedrich Gauß.
Geißlerstraße; Stadtteil Altstadt; PLZ 39104
Vormals:
Roonstraße (östlicher Teil)
Roonplatz (westlicher Teil)
 ?
Gellertstraße; Stadtteil Stadtfeld Ost; PLZ 39108
Benannt nach dem deutschen Dichter Christian Fürchtegott Gellert.
Bekannte Personen die hier lebten:
- Kurt Heißmeyer, später wegen Verbrechen gegen die Menschlichkeit verurteilter ehemaliger Arzt im Konzentrationslager Neuengamme, lebte und arbeitete zunächst unbehelligt zumindest um 1950 im Haus Nr. 12.

General-Busse-Weg; Stadtteil Altstadt; PLZ 39104
Heute: Hammersteinweg
Die Straße war in der Zeit des Nationalsozialismus nach dem deutschen General Theodor Busse benannt.
General-Felmy-Straße; Stadtteil Cracau; PLZ 39114
Heute: Witzlebenstraße
Die Straße war in der Zeit des Nationalsozialismus (ab 1938) nach dem deutschen General Hellmuth Felmy benannt.
General-Kesselring-Straße; Stadtteile Cracau und Prester; PLZ 39114
Heute: Thomas-Mann-Straße
Die Straße war in der Zeit des Nationalsozialismus (ab 1938) nach dem deutschen Generalfeldmarschall Albert Kesselring benannt.
General-Ludendorff-Straße; Stadtteil Herrenkrug; PLZ 39114
Vormals: Am Großen Stadtmarsch
Heute: Breitscheidstraße
Diese Straße war nach dem deutschen General Erich Ludendorff benannt.
General-Maercker-Straße; Stadtteil Stadtfeld Ost; PLZ 39108
Heute: Bruno-Wille-Straße
Diese Straße war nach dem deutschen Generalmajor Georg Ludwig Rudolf Maercker benannt.
Genossenschaftsweg; Stadtteil Diesdorf; PLZ 39110
 ?
Genthiner Straße; Stadtteil Cracau; PLZ 39114
Vormals: Gartenstraße
Benannt nach der im nordöstlichen Sachsen-Anhalt gelegenen Stadt Genthin.
Georg-Becker-Straße; Stadtteil Sudenburg; PLZ 39112
Mit Beschluss des Stadtrates vom 6. Juli 2006 wurde diese Straße nach dem Sudenburger Fabrikanten Georg Becker (1878–1953) benannt.
Georg-Gaidzik-Straße; Stadtteil Stadtfeld West; PLZ 39110
Vormals: Seehäuser Straße (bis 30. Juni 1954)
Heute: Seehäuser Straße
Die Straße wurde am 30. Juni 1954, anlässlich des Tages der Volkspolizei, nach dem beim Aufstand vom 17. Juni 1953 in Magdeburg erschossenen Volkspolizisten Georg Gaidzik benannt. Nach dem Ende der DDR erhielt sie wieder den ursprünglichen Namen "Seehäuser Straße".
Georg-Heidler-Straße; Stadtteil Brückfeld; PLZ 39114
Vormals: Bromberger Straße
Diese Straße wurde auf dem Gelände einer ehemaligen Radrennbahn (seit 1891) in den Jahren 1928 bis 1930 angelegt. Benannt wurde sie nach dem KPD-Politiker Georg Heidler, der in der benachbarten Jerichower Straße einen Tabakladen betrieben hatte.
Georg-Kaiser-Straße; Stadtteil Sudenburg; PLZ 39112
Benannt nach dem Dramatiker und Lyriker Friedrich Carl Georg Kaiser.
Georg-Schumann-Straße; Stadtteil Neue Neustadt; PLZ 39124
Heute: Hugenottenstraße
Diese Straße war in der Zeit der DDR nach dem KPD-Politiker und Widerstandskämpfer Georg Schumann benannt.
Georg-Singer-Straße; Stadtteil Neustädter Feld; PLZ 39128
Benannt nach dem Magdeburger KPD-Politiker und Antifaschisten Georg Singer.
Georgenplatz; Stadtteil Altstadt; PLZ 39104
Nach den schweren Zerstörungen der Stadt Magdeburg durch die Luftangriffe im Zweiten Weltkrieg wurde die Bebauung dieses Platzes stark zerstört. Im Rahmen des Wiederaufbaus, der sich nicht an die über Jahrhunderte gewachsene Struktur orientierte, wurde der Georgenplatz überbaut. An dieser Stelle befindet sich heute das Warenhaus Karstadt sowie der westlich davon liegende Parkplatz.
Bekannte Personen die hier lebten:
- August Wilhelm Francke, Oberbürgermeister von Magdeburg, lebte zumindest um 1823 im Haus Georgenplatz Nr. 3.
- Albert Ochs, Maler und Fotograf, betrieb hier Mitte des 19. Jahrhunderts ein Atelier im Haus Georgenplatz Nr. 15a.

Georgenstraße; Stadtteil Altstadt; PLZ 39104
Nach den schweren Zerstörungen der Stadt Magdeburg durch die Luftangriffe im Zweiten Weltkrieg wurde die Bebauung dieser Straße stark zerstört. Im Rahmen des Wiederaufbaus, der sich nicht an die über Jahrhunderte gewachsene Struktur orientierte, wurde die Georgenstraße überbaut. An der Stelle der Straße befindet sich der heutige Parkplatz des Warenhauses "Karstadt". Die Georgenstraße verlief von der Kutscherstraße in Richtung Breiter Weg, parallel zur Großen Münzstraße und heutiger Julius-Bremer-Straße.
Georgi-Dimitroff-Allee; Stadtteil Altstadt; PLZ 39104
Heute: Schleinufer
Die Straße war nach dem bulgarischen Kommunisten Georgi Michajlow Dimitrow benannt.
Georgi-Dobrowolski-Straße; Stadtteil Reform; PLZ 39118
Heute: Steinbockstraße
Diese Straße war nach dem sowjetischen Kosmonauten Georgi Dobrowolski benannt. In der näheren Umgebung trugen und tragen diverse Straßen Namen aus dem sowjetischen Raumfahrtprogramm.
Geraer Straße; Stadtteil Westerhüsen; PLZ 39122
Benannt nach der Stadt in Thüringen Gera.
Gerhard-Händler-Straße; Stadtteile Stadtfeld West und Sudenburg; PLZ 39110
Vormals: Hohendodeleber Straße (bis 30. Juni 1954)
Heute: Hohendodeleber Straße
Die Straße wurde am 30. Juni 1954, anlässlich des Tages der Volkspolizei, nach dem beim Aufstand vom 17. Juni 1953 in Magdeburg erschossenen Volkspolizisten Gerhard Händler benannt. Nach dem Ende der DDR erhielt sie wieder den ursprünglichen Namen "Hohendodeleber Straße".
Gerhard-Korte-Straße; Stadtteil Stadtfeld Ost; PLZ 39108
Heute: Martin-Andersen Nexö-Straße
Die Straße war bis in die 1950er Jahre nach dem Bergwerksbetreiber, Kaufmann und Vorsitzenden des Deutschen Kalisyndikats Gerhard Korte benannt.
Gerhart-Hauptmann-Straße; Stadtteil Stadtfeld Ost; PLZ 39108
Vormals: Kaiser-Friedrich-Straße
Benannt nach dem Schriftsteller Gerhart Hauptmann.
Bekannte Personen die hier lebten:
- In der Gerhart-Hauptmann-Straße 1 wohnte der Abgeordnete des ersten Landtags von Sachsen-Anhalt Ludwig Münz.
- Willy Wolterstorff, Herpetologe, Geologe und Konservator am Naturkundemuseum lebte zumindest um 1939 im Haus Nr. 15 der damaligen Kaiser-Friedrich-Straße.
- Friedrich Israel, Bibliothekar, lebte um 1914 im Haus Nr. 28 II

Gernröder Straße; Stadtteile Lemsdorf und Ottersleben; PLZ 39116
Vormals: Lemsdorfer Straße
Benannt nach dem Quedlinburger Ortsteil Stadt Gernrode am Nordrand des Harzes in Sachsen-Anhalt.
Gersdorfer Straße; Stadtteil Diesdorf; PLZ 39110
Benannt nach dem Ortsteil Gersdorf der Gemeinde Niedere Börde, nordwestlich von Magdeburg.
Gersdorfer Weg; Stadtteil Stadtfeld West; PLZ 39110
Ebenfalls benannt nach dem Ortsteil Gersdorf der Gemeinde Niedere Börde.
Gerstengrund; Stadtteil Neu Olvenstedt; PLZ 39130
Die Straße wurde nach der Getreideart Gerste benannt.
Gertraudenstraße; Stadtteil Altstadt; PLZ 39104
Bei dem Wiederaufbau der Stadt Magdeburg nach dem Zweiten Weltkrieg, der sich nicht an der historisch gewachsenen Stadtstruktur orientierte, wurde die Gertraudenstraße überbaut. Heute befindet sich an dieser Stelle der an der Ecke Johannisbergstraße/Schleinufer befindliche Parkplatz. Die Gertraudenstraße verlief parallel zur Johannisbergstraße vom Knochenhauerufer in Richtung Elbe.
Gerwischer Straße; Stadtteil Cracau; PLZ 39114
Benannt nach dem östlich von Magdeburg in Sachsen-Anhalt gelegenen Dorf Gerwisch.
Geschwister-Scholl-Platz; Stadtteil Ottersleben; PLZ 39116
Heute: Eichplatz
Der Platz war nach den Widerstandskämpfern gegen den Nationalsozialismus Sophie und Hans Scholl (Geschwister Scholl) benannt. Im Zuge von Umbenennungen nach dem Ende der DDR wanderte der Name "Geschwister Scholl" zu der direkt benachbarten jetzigen Geschwister-Scholl-Straße.
Geschwister-Scholl-Straße; Stadtteil Ottersleben; PLZ 39116
Vormals:
- Wanzlebener Straße
- Straße der SA
- Straße der Weltjugend

Benannt den Widerstandskämpfern gegen den Nationalsozialismus Sophie und Hans Scholl (Geschwister Scholl).
Ginsterbreite; Stadtteil Nordwest; PLZ 39128
Die "Ginsterbreite" ist nach dem Strauch Ginster benannt.
Auf dem ehemaligen Gelände einer LPG am Holzweg wurde der Bau einer Erschließungsstraße für die geplante Bebauung mit 19 Einfamilienhäusern erforderlich. Der Name "Ginsterbreite" wurde in Anlehnung an die benachbarten Straßen Waldmeisterweg, Farnkrautbreite, Flachsbreite, Mohnweg und Rapsbreite gewählt und am 4. September 2003 durch den Stadtrat beschlossen.
Gitschiner Straße; Stadtteil Alte Neustadt; PLZ 39106
Diese Straße war nach der böhmischen Stadt Gitschin benannt. Die Benennung sollte an das Gefecht bei Giltschin vom 29. Juni 1866 im Preußisch-Österreichischen Krieg erinnern. Die Straße befindet sich heute auf dem Campus der Otto-von-Guericke-Universität und wäre die Verlängerung der Denhardstraße nach Osten zum Johann-Gottlob-Nathusius-Ring.
Gleimweg; Stadtteil Stadtfeld Ost; PLZ 39108
Benannt nach dem deutschen Dichter Johann Wilhelm Ludwig Gleim.
Glindenberger Weg; Stadtteil Gewerbegebiet Nord; PLZ 39126
Benannt nach nördlich von Magdeburg in Sachsen-Anhalt gelegenen Dorf Glindenberg. Die Straße führt direkt nach Glindenberg und trägt daher diesen beschreibenden Namen.
Gnadauer Straße; Stadtteil Buckau; PLZ 39104
Benannt nach dem südlich von Schönebeck (Elbe) in Sachsen-Anhalt gelegenen Dorf Gnadau.
Gneisenaustraße; Stadtteil Altstadt; PLZ 39104
Heute: Bölschestraße
Diese Straße war nach dem preußischen Generalfeldmarschall August Graf Neidhardt von Gneisenau benannt. Nach dem Zweiten Weltkrieg wurde sie in "Bölschestraße" umbenannt. Zu diesem Zeitpunkt wurden im südlichen Teil der Altstadt diverse Benennungen nach monarchistischen Personen gestrichen und dafür Namen von Naturwissenschaftlern und Philosophen verwendet. Noch in der DDR-Zeit wurde jedoch in dem neu errichteten Wohngebiet Magdeburg-Neu Olvenstedt wieder eine Straße nach Gneisenau (Gneisenauring) benannt.
Gneisenauring; Stadtteil Neu Olvenstedt; PLZ 39130
Benannt nach dem preußischen Generalfeldmarschall August Graf Neidhardt von Gneisenau.
Goerdelerstraße; Stadtteil Cracau; PLZ 39114
Vormals: Walter-Flex-Straße
Heute: Johannes-Münze-Straße
Die Straße war nach dem deutschen Politiker und Widerstandskämpfer Carl Friedrich Goerdeler benannt. Noch in der Zeit der DDR wurde sie umbenannt.
Göringstraße; Stadtteil Stadtfeld Ost; PLZ 39108
Vormals: Kleine Diesdorfer Straße
Später: Stadtfeldstraße
Heute: Wilhelm-Külz-Straße
Die Straße war in der Zeit des Nationalsozialismus nach dem Nationalsozialisten Hermann Göring benannt.
Goethestraße; Stadtteil Stadtfeld Ost; PLZ 39108
Benannt nach dem Dichter Johann Wolfgang von Goethe.
Goldammerweg; Stadtteil Nordwest; PLZ 39128
Diese Straße wurde 1938 nach der Vogelart Goldammer benannt.
Goldschmidtring; Stadtteil Stadtfeld Ost; PLZ 39108
Vormals: Westpreussenstraße
Benannt nach dem im KZ ermordeten Magdeburger Kommunalpolitiker Herbert Goldschmidt.
Goldschmiedebrücke; Stadtteil Altstadt; PLZ 39104
Der Name rührt von ursprünglich in diesem Bereich ansässigen Goldschmieden her. Die Bezeichnung "Brücke" rührt nicht von einer Brücke im wörtlichen Sinn her. In Magdeburg war diese Bezeichnung für gepflasterte Wege üblich. Es handelte sich bei den "Brücken" um enge Geschäftsstraßen, mit einem mit Steinplatten belegten Gehweg in der Mitte. Die heutige Goldschmiedebrücke hat weder von der Bebauung, noch vom Verlauf allzu viel mit der historischen Straße gleichen Namens in Magdeburg gemein. Die ursprüngliche Goldschmiedebrücke verlief als Verlängerung der Regierungsstraße ab Bärstraße nach Norden. Die heutige Goldschmiedebrücke verläuft zwar in räumlicher Nähe, jedoch von West nach Ost. Ursächlich hierfür ist der Wiederaufbau der Stadt nach den Zerstörungen des Zweiten Weltkrieges. Dieser hielt sich, im Bestreben nach Schaffung einer sozialistischen Stadt, bewusst nicht an die historisch gewachsene Stadtstruktur.
Bekannte Personen, die hier lebten:
- Wilhelm Kobelt, Magdeburger Politiker, lebte zumindest um 1914 und 1916 im ersten Stock des Hauses Nr. 20 der damaligen Goldschmiedebrücke. Im Erdgeschoss befand sich seine Fleischerei und Wurstfabrik.

Gontermannstraße; Stadtteil Sudenburg; PLZ 39116
Vormals: Von-Richthofen-Straße
Heute: ?
Diese ursprünglich zur Gemarkung Ottersleben gehörende Straße war nach dem deutschen Kampfflieger des Ersten Weltkrieges Heinrich Gontermann benannt.
Gorch-Fock-Straße; Stadtteil Prester; PLZ 39114
Heute: Willy-Wolterstorff-Straße
Die Straße war nach dem deutschen Schriftsteller Gorch Fock benannt.
Goslarer Straße; Stadtteil Lemsdorf; PLZ 39118
1938 benannt nach der in Niedersachsen am Harz gelegenen Stadt Goslar.
Gothaer Straße; Stadtteil Westerhüsen; PLZ 39122
Benannt nach der in Thüringen gelegenen Stadt Gotha.
Gouvernementsberg; Stadtteil Altstadt; PLZ 39104
Vormals: Gouvernementstraße
Benannt nach dem ehemaligen Gouvernementgebäude.
Gouvernementstraße; Stadtteil Altstadt; PLZ 39104
Heute: Gouvernementsberg
In der Zeit nach den schweren Zerstörungen durch den Zweiten Weltkrieg wurde die ursprünglich nur im Bereich des heutigen Gouvernementsberg bestehende Straße bis zum Breiten Weg nach Westen verlängert, wo sie in Höhe der Leiterstraße endete. Die ursprüngliche Bebauung des Gebiets und die dort verlaufenden Straßen (Poststraße, Steinstraße) waren zerstört. Diese Behelfslösung verschwand mit der teilweisen Neubebauung des Gebiets.
Institutionen, Bauwerke, Denkmäler:
- Haus-Nr. 1, Gouvernementgebäude, ehemaliger Sitz der Magdeburger Gouverneure, 1945 zerstört.

Grabbestraße; Stadtteil Nordwest; PLZ 39128
1938 benannt nach dem deutschen Dramatiker Christian Dietrich Grabbe.
Grabower Straße; Stadtteil Gewerbegebiet Nord; PLZ 39126
Benannt nach dem östlich von Burg in Sachsen-Anhalt gelegenen Dorf Grabow.
Graffweg; Stadtteil Nordwest; PLZ 39128
Vormals: Rodschinkastraße
Benannt nach dem Porträtmaler Anton Graff.
Granitweg; Stadtteil Alt Olvenstedt; PLZ 39130
Benannt nach dem Gestein Granit. Die Benennung geht auf einen Vorschlag des Arbeitskreises Alt Olvenstedt zurück, der für die Straßen im neuen Wohngebiet "An den Röthen" Bezeichnungen aus der Geologie vorsah. Dem Vorschlag folgte der Stadtrat mit Beschluss vom 7. Februar 2002
Graseweg; Stadtteil Alt Olvenstedt; PLZ 39130
Heute:?
 ?
Graslitzer Straße; Stadtteil Reform; PLZ 39118
Heute: Hummelweg (seit 1950)
Die Straße war nach der böhmischen, heute zu Tschechien gehörenden, Stadt Graslitz benannt. 1950 wurde sie, wie auch die benachbarten Straßen (z. B. Marienbader Straße und Karlsbader Straße), umbenannt. Die Namen von Orten, die ehemals zum Deutschen Reich gehörten oder aus denen die deutsche Bevölkerung vertrieben worden war, sollten zur Vermeidung von sogenanntem Revanchismus nicht mehr verwendet werden.
Graubestraße; Stadtteil Ottersleben; PLZ 39116
 ?
Graudenzer Straße; Stadtteil Brückfeld; PLZ 39114
Heute: Torgauer Straße
Die Straße war nach der westpreußischen, heute zu Polen gehörenden, Stadt Graudenz benannt. In der Zeit der DDR wurde sie umbenannt. Die Namen von Orten, die ehemals zum Deutschen Reich gehörten oder aus denen die deutsche Bevölkerung vertrieben worden war, sollten zur Vermeidung von sogenanntem Revanchismus nicht mehr verwendet werden.
Greifenhagener Straße; Stadtteil Salbke; PLZ 39122
Vormals: Marienburger Straße
Benannt nach dem westlich von Hettstedt in Sachsen-Anhalt im Mansfelder Land gelegenen Gemeinde Greifenhagen.
Greifenwerder; Stadtteil Randau-Calenberge; PLZ 39114
 ?
Grenzweg; Stadtteil Neu Olvenstedt; PLZ 39130
 ?
Griesemann-Privatweg; Stadtteil Neustädter See; PLZ 39126
Benannt nach der Eigentümerfamilie der Dampfziegelei Griesemann & Co und später der Max Griesemann & Co GmbH Maschinenfabrik. Gegründet 1872 als Dampfziegelei am Vogelgesang, nach dem Krieg geführt als VEB Stahlkonstruktionen und Maschinenbau in der Wasserkunststraße.
Grillenstieg; Stadtteil Hopfengarten; PLZ 39120
Vormals: Ascher Straße (bis 1950)
Benannt nach der Familie der Insekten Grillen.
Grimm-Privatweg; Stadtteil Stadtfeld Ost; PLZ 39108
Vormals: Grimm-Privatstraße
 ?
Gröne Gasse; Stadtteil Salbke; PLZ 39122
später: Wörther Straße
heute: Kroppenstedter Straße
 ?
Gröninger Straße; Stadtteil Salbke; PLZ 39122
Benannt nach der östlich von Halberstadt in Sachsen-Anhalt gelegenen Stadt Gröningen.
Gröperstraße; Stadtteile Alte Neustadt und Neue Neustadt; PLZ 39106 und 39124
Vormals: In den groperen 1351, In den gropengießern
Im Mittelalter wurden die großen oder grapen eisernen Töpfe durch die hier ansässigen Handwerker gegossen.
Große Diesdorfer Straße; Stadtteile Stadtfeld Ost und Stadtfeld West; PLZ 39108 und 39110

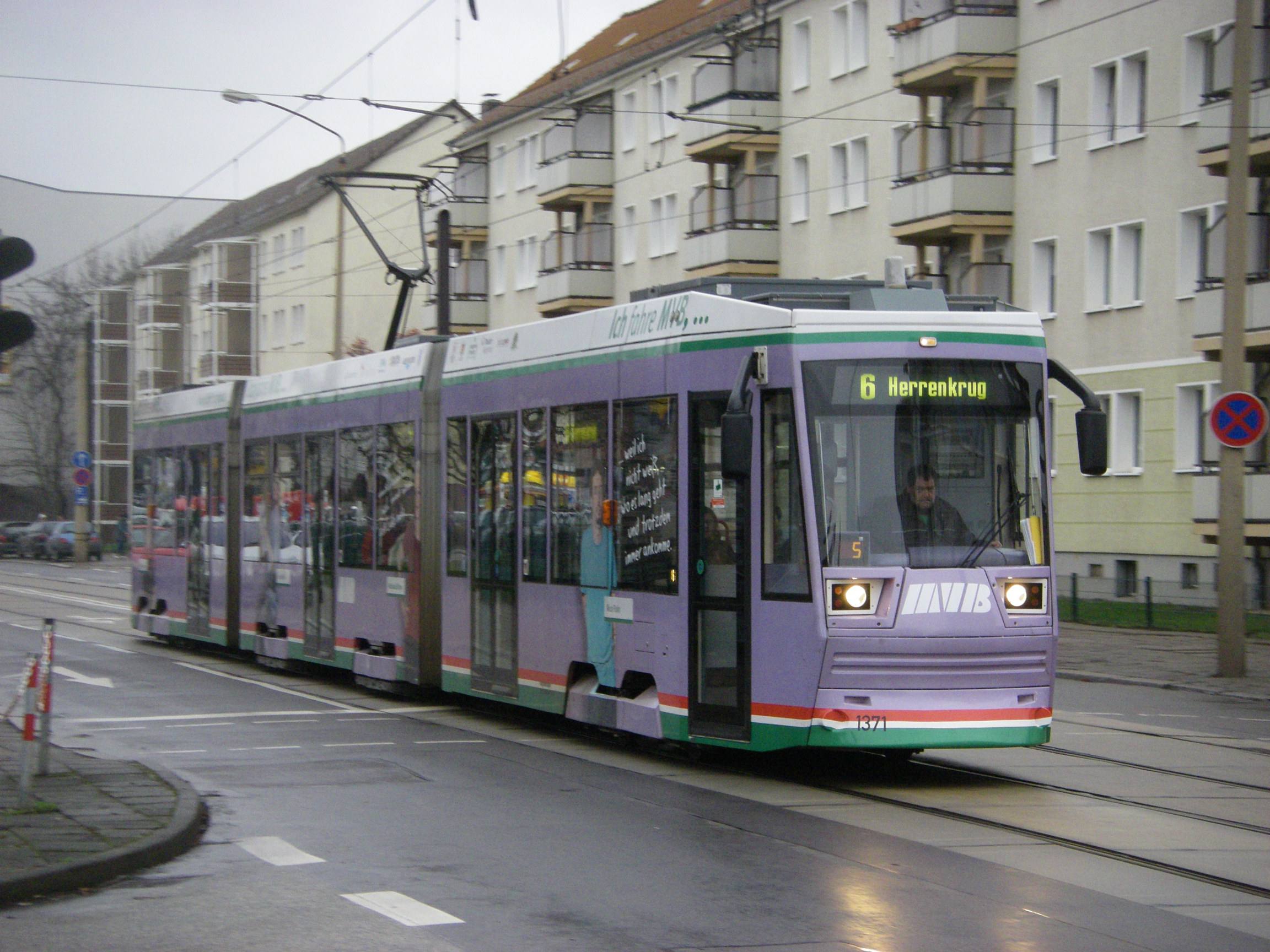
Große Diesdorfer Straße mit Straßenbahn Linie 6 (2013)

Die Straße führt aus Richtung der Magdeburger Altstadt nach Diesdorf und erhielt daher den beschreibenden Namen. Das Wort "Große" ergab sich aus der Notwendigkeit der Unterscheidung zur "Kleinen Diesdorfer Straße", die jedoch bereits seit langem umbenannt ist.
Bekannte Personen die hier lebten:
- Max Otten, Arzt und Pionier der Arbeitsmedizin, lebte zumindest um 1950 im Haus Nr. 5.
- Wilhelm Höpfner, Graphiker, dürfte um 1914 und 1916 bei seinen Eltern im Haus Nr. 228 gelebt haben.
- Georg Becker, Unternehmer, lebte um 1950 im Haus Nr. 237 (2. Eingang).

Institutionen, Bauwerke, Denkmäler:
- Haus-Nr. 45 - 46, Kahlenbergstift, ehemaliges Krankenhaus, erbaut ab 1896.

Große Junkerstraße; Stadtteil Altstadt; PLZ 39104
Diese Straße der Magdeburger Altstadt lag im Bereich des heutigen elbseitigen Endes des Alleecenters und verlief von diesem Bereich in nördlicher Richtung zum Rathaus. Durch den sich nicht an die historisch gewachsene Stadtstruktur haltenden Wiederaufbaus nach den Zerstörungen des Zweiten Weltkrieges, wurde die Straße jedoch überbaut und besteht heute in ihrer ursprünglichen Form nicht mehr.
Bekannte Personen die hier lebten:
- Johannes Münze, Pionier der deutschen Arbeiterbewegung, wohnte 1855 im Haus Nr. 18.
- Max Schwieger (1884–1945), Politiker der DVP, wohnte zumindest um 1916 im Haus Nummer 3.

Große Klosterstraße; Stadtteil Altstadt; PLZ 39104
Die Straße verläuft an der Nordseite des in der Magdeburger Altstadt gelegenen Kloster Unser Lieben Frauen entlang und trägt daher diesen Namen.
Bekannte Personen die hier lebten:
- Ferdinand Friedrich Weichsel, deutscher Jurist und Politiker lebte zumindest um 1817 in der Klosterstraße Nr. 9.
- Carl Leberecht Immermann, deutscher Schriftsteller wurde 1796 in der Großen Klosterstraße Nr. 18 geboren.
- August Karl von Goeben, deutscher General, lebte von 1855 bis 1858 als Oberstleutnant im Eckhaus zur Fürstenwallstraße.

ehemalige Institutionen, Bauwerke, Denkmäler:
- Gedenktafel für August Karl von Goeben am Eckgebäude zur Fürstenwallstraße

Große Marktstraße; Stadtteil Altstadt; PLZ 39104
Heute: östlicher Teil: unbenannt
Seit 1632 wurde zunächst zwischen Marktstraße und Kleiner Marktstraße unterschieden. Ab 1683 trat dann die Bezeichnung Große Marktstraße auf. Diese Straße führte aus Richtung Alter Markt in nordöstlicher Richtung über die Jakobstraße bis zum Magdalenenberg. Im Zuge des sich nicht an die historische Stadtstruktur haltenden Wiederaufbaus der Stadt nach den Zerstörungen des Zweiten Weltkrieges wurde der westliche Teil der Straße komplett aufgehoben. An dieser Stelle befindet sich heute eine Grünfläche (nördlich des Magdeburger Rathauses). Der östliche Straßenverlauf blieb als Fussgängerweg von der Jacobstraße in Richtung Elbe, in Verlängerung der heutigen Julius-Bremer-Straße erhalten, ist jedoch unbenannt.
Große Mühlenstraße; Stadtteil Altstadt; PLZ 39104
Diese Straße verlief ursprünglich zwischen Jakobstraße und Neustädter Straße in nordöstlicher Richtung. Der Name der Straße ging auf das Grundstück Große Mühlenstraße 1–3 zurück, welches Zur Windmühle hieß. Es ist anzunehmen, dass im Mittelalter, als dieser Teil der Stadt sich noch vor der Stadtmauer befand, hier eine Windmühle stand. Im Zuge des sich nicht an die historische Stadtstruktur haltenden Wiederaufbaus der Stadt nach den Zerstörungen des Zweiten Weltkrieges verschwand die Straße komplett. Ähnliches gilt für die benachbarte Kleine Mühlenstraße. Eine nach dem Wiederaufbau deutlich weiter nördlich neu entstandene Straße erhielt jedoch in Erinnerung an die alten Straßen die Bezeichnung Mühlenstraße.
Große Münzstraße; Stadtteil Altstadt; PLZ 39104
Im 17. Jahrhundert befand sich in dieser Straße die staatliche Münze, woraus sich der Straßenname ergibt.
Im Haus Nr. 1 befanden sich zeitweise neben der Probierstube "Zum Würstelheim" vor allem gewerkschaftliche und sozialdemokratische Organisationen.
Das Haus Nr. 6 gehörte der Familie des Stadtschultheißen Hans Gerike. Hier lebte auch dessen Sohn, der Physiker und spätere Bürgermeister Otto von Guericke. 1631 wurde das Gebäude zerstört, jedoch 1638 wiederaufgebaut. Für eine Straßenverbreiterung wurde es 1868 abgerissen. Das später auf dem Grundstück Nr. 6 errichtete Gebäude, welches als einziges der Gegend die Zerstörungen des Zweiten Weltkrieges überstand, beherbergte seit 1924 die Stadtsparkasse, steht derzeit aber leer. An dem Gebäude befindet sich eine Gedenktafel für das Wohnhaus Otto von Guerickes. Im Frühjahr 2008 wurde auch dieses Gebäude abgerissen. Am 4. April 2008 wurde hier der Grundstein für ein modernes Büro- und Geschäftshaus gelegt, das den Namen "Otto-von-Guericke-Haus" erhalten soll und an dem auch die Gedenktafel wieder angebracht werden soll.
Im Haus Nr. 7 ließ Friedrich der Große 1765 darüber hinaus eine Zweigstelle der Königlichen Hauptbank zu Berlin einrichten. Ursprünglich gehörte das Haus Nr. 7 einer Familie von Saldern. Nach den schweren Zerstörungen durch den Dreißigjährigen Krieg 1631 wurde das weitgehend unbeschädigte Gebäude als provisorisches Rathaus genutzt. Ab 1666 wohnte hier der Rektor der Stadtschule.
Große Schulgasse; Stadtteil Ottersleben; PLZ 39116
 ?
Bekannte Personen die hier lebten:
- Adolf Jentzen, Widerstandskämpfer gegen den Nationalsozialismus, soll in dieser Straße gewohnt haben.

Große Schulstraße; Stadtteil Altstadt; PLZ 39104
Vormals: Brüderstraße
Bis 1807 wurden noch zwei Namen verwendet: Brüderstraße und Schulgasse
Heute: Julius-Bremer-Straße
Nach der Reformation verließen die Franziskaner 1542 ihr Kloster. Der Stadtrat verlegte die Ratsschule hierher.
Bekannte Personen die hier lebten:
- Lazare Nicolas Marguerite Carnot, französischer Politiker, General und Mathematiker lebte von 1817 bis 1823 im Haus Große Schulstr. 15, dem Ridderhof (auch Reuterhof oder Ritterhof).

Große Steinernetischstraße; Stadtteil Altstadt; PLZ 39104
Vormals: Brandstraße, Bernstraße
Am Eingang der Straße vom Breiten Weg aus stand das Haus Zum steinernen Tisch. Seit 1730 ist dieser Straßenname belegt.
Große Storchstraße; Stadtteil Altstadt; PLZ 39104
Vormals:
- Brausewinkel (östlicher Teil) (zumindest ab 1480)
- Großer Brausewinkel (um 1632)
- Umlauf (um 1730)
- Im Brausewinkel (um 1798)
- Schusterkruggasse

Heute:
- Mühlenstraße (östlicher Teil)

Diese Straße verlief etwa im Bereich der heutigen Mühlenstraße, etwas nördlich von dieser. Im Zuge des sich nicht an die historische Stadtstruktur haltenden Wiederaufbaus der Stadt in der Zeit der DDR nach den Zerstörungen des Zweiten Weltkrieges verschwand diese Straße aus dem Stadtbild. Ihr westlicher Abschnitt wurde überbaut.
Der Name der Straße rührte vom Brauhaus Zum Storch bzw. Zum Klapperstorch her, welches sich an der gemeinsamen östlichen Ecke von Großer und Kleiner Storchstraße an der Adresse Große Storchstraße Nr. 5 befand. Der Name Große Storchstraße wurde seit 1803 verwendet.
Große Weinhofstraße: Stadtteil Alte Neustadt; PLZ 39106
 ?
Großer Gang; Stadtteil Diesdorf; PLZ 39110
 ?
Großer Hof; Stadtteil Rothensee; PLZ 39126
 ?
Großer Kannenstieg; Stadtteile Kannenstieg und Sülzegrund; PLZ 39128
 ?
Großer Werder; Stadtteil Werder; PLZ 39114
Die Straße verläuft auf dem zur Rotehorn-Elbinsel gehörenden Großen Werder. Weiter südlich befindet sich eine kleinere Halbinsel "Kleiner Werder".
Grüne Gasse; Stadtteil Alt Olvenstedt; PLZ 39130
 ?
Grünearmstraße; Stadtteil Altstadt; PLZ 39104
Heute: Weitlingstraße
Diese Straße wurde im Zuge des Wiederaufbaus nach den Zerstörungen des Zweiten Weltkrieges, der sich nicht an der historisch gewachsenen Stadtstruktur orientiert zum Teil überbaut und besteht heute nicht mehr. Die Straße verlief jedoch ziemlich exakt dort, wo heute zwischen Große Steinernetischstraße und Margaretenstraße die Weitlingstraße verläuft. Im südlichen Bereich dieser Strecke verlief sie etwas westlich der heutigen Weitlingstraße.
Grünewaldweg; Stadtteil Nordwest; PLZ 39128
Vormals: Neuenhofenstraße
Benannt nach dem deutschen Maler Mathis Gothart-Nithart, genannt Matthias Grünewald.
Grünewalder Weg; Stadtteil Neustädter Feld; PLZ 39128
Vormals: Daressalamer Weg
Heute: ?
Die Straße war nach dem heutigen Ortsteil von Schönebeck (Elbe) Grünewalde benannt.
Grünstraße; Stadtteil Neue Neustadt; PLZ 39124
 ?
Grusonstraße; Stadtteil Leipziger Straße; PLZ 39112
Vormals: Fritz-Herbst-Straße
Benannt nach dem Magdeburger Industriellen und Ingenieur Hermann Gruson.
Gübser Damm; Stadtteile Berliner Chaussee, Brückfeld und Cracau; PLZ 39114
Benannt nach dem östlich von Magdeburg in Sachsen-Anhalt gelegenen Dorf Gübs. Der Weg diente früher der Verteidigung des Deichpolders gegen Überfluten aus nördlicher Richtung.
Gübser Weg; Stadtteile Berliner Chaussee und Brückfeld; PLZ 39114
Benannt nach dem östlich von Magdeburg in Sachsen-Anhalt gelegenen Dorf Gübs, in dessen Richtung die Straße führt. Er beginnt an der Friedrich-Ebert-Straße und endet am Puppendorfer Privatweg.
Anfang des 19. Jahrhunderts war es die "Alte Straße über Königsborn"
Guerickestraße; Stadtteil Altstadt; PLZ 39104
Diese Straße verlief von der Bahnhofstraße zur Kaiserstraße (heutiger Otto-von-Guericke-Straße) parallel und zwischen Hasselbachstraße und Franckestraße. Wie diese beiden benachbarten Straßen trug sie den Namen eines Magdeburger Bürgermeisters, Otto von Guericke. Diese Straße wurde überbaut und besteht heute nicht mehr.
Güstener Straße; Stadtteil Leipziger Straße; PLZ 39112
Benannt nach dem südlich von Staßfurt in Sachsen-Anhalt gelegenen Ort Güsten.
Gustav-Adolf-Straße; Stadtteile Altstadt und Alte Neustadt; PLZ 39104 und 39106
Benannt nach dem schwedischen König Gustav II. Adolf von Schweden.
Gustav-Hamel-Straße; Stadtteil Buckau; PLZ 39104
Heute: Budenbergstraße
 ?
Gustav-Nachtigal-Straße; Stadtteil Leipziger Straße; PLZ 39112
Heute: Ackerstraße
Die Straße war nach dem deutschen Afrikaforscher und Kolonialbeamten Gustav Nachtigal benannt.
Gustav-Ricker-Straße; Stadtteil Hopfengarten; PLZ 39120
Benannt nach dem Arzt und Wissenschaftler Gustav Ricker.
Gustloffstraße; Stadtteile Stadtfeld West und Stadtfeld Ost; PLZ 39110 und 39108
Vormals:
- Kleine Diesdorfer Straße
- Weitlingstraße (bis 1938)

Später:
- Weitlingstraße

Heute:
- Spielhagenstraße

Während des Nationalsozialismus war die Straße nach Wilhelm Gustloff, dem 1936 durch ein Attentat umgekommenen Führer der Schweizer Nationalsozialisten, benannt worden. Der Name Gustloff ist heute eher durch das 1945 versenkte deutsche Passagierschiff "Wilhelm Gustloff" bekannt. Nach dem Ende der nationalsozialistischen Diktatur wurde die Straße umbenannt.
Gutenbergstraße; Stadtteil Alte Neustadt; PLZ 39106
Die Straße wurde im Jahr 1900 durch die Stadtverordnetenversammlung nach dem Erfinder des Buchdrucks Johannes Gutenberg benannt. Zuvor hatte ein privater Verein eine Büste Gutenbergs erworben. Ein Aufenthalt Gutenbergs in Magdeburg ist zwar nicht belegt, jedoch sollte der Tatsache gedacht werden, dass Magdeburg zu den frühen Standorten von Druckereien gehörte. Für das mit der Büste errichtete Denkmal gab die Stadtverordnetenversammlung 1000 Mark aus dem städtischen Haushalt. Zeitgleich wurde beschlossen, das "die erste westliche Parallelstraße zur Lüneburger Straße" Gutenbergstraße heißen soll."
Gutensweger Straße; Stadtteil Rothensee; PLZ 39126
Benannt nach dem südlich von Haldensleben in Sachsen-Anhalt gelegenen Dorf Gutenswegen.
GutsMuthsweg; Stadtteil Sudenburg; PLZ 39112
Benannt nach dem Pädagogen und Mitbegründer der Turnbewegung Johann Christoph Friedrich Guts Muths.